# Szalone przygody Kaczora Donalda
Szalone przygody Kaczora Donalda (ang. Donald Duck: Quack Attack, znane również jako Donald Duck: Goin' Quackers w Stanach Zjednoczonych) – komputerowa gra platformowa stworzona przez Ubisoft Montreal i Disney Interactive, wydana przez Ubisoft na różnorakie konsole oraz komputery osobiste z systemem Windows. Dwie bardzo podobne gry 2D z tym samym tytułem zostały wydane na konsole Game Boy Color oraz Game Boy Advance, z czego ta na drugą z wymienionych została nazwana Donald Duck Advance. 
Gra została stworzona jako hołd dla Carla Barksa, który umarł w 2000 roku.
Amerykańską nazwę (Goin' Quackers) nosi również album muzyczny o Kaczorze Donaldzie wydany w 1980, jednakże poza tytułem nie ma żadnych zamierzonych podobieństw pomiędzy grą a albumem.
Muzyka gry została skomponowana przez Shawna K. Clementa.

## Rozgrywka
Szalone Przygody wymaga od gracza poruszania się po różnych lokacjach, jak las lub miasto, omijając przeszkody. Punkt widzenia zmienia się wraz z poziomami pomiędzy dwuwymiarowym side-scrollerem i trójwymiarową platformówką

## Fabuła
Szalone przygody Kaczora Donalda zaczynają się transmisją telewizyjną Kaczki Daisy z odkrycia tajnej siedziby złego magika Merlocka. Daisy zostaje jednak porwana przez Merlocka podczas reportażu. Kaczor Donald zamierza znaleźć ją z pomocą nowego wynalazku Diodaka, „Turbo Tuby Teleporterskiej”, który umożliwi znalezienie Merlocka i Daisy. Podczas swojej przygody, Donald będzie musiał m.in. walczyć ze swoim arcywrogiem Gogusiem Kwabotynem, odzyskać części „Turbo Tuby Teleporterskiej”, odwrócić czar, jaki Merlock rzucił na zabawki Hyzia, Dyzia i Zyzia. Innymi postaciami pojawiającymi się w grze są między innymi Bracia Be i Magika De Czar.